# ソニック・スピンボール
『ソニック・スピンボール』は、1993年12月10日に日本のセガ・エンタープライゼスから発売されたメガドライブ用コンピュータピンボール。日本国外では『Sonic the Hedgehog Spinball』のタイトルで発売された。
同社の『ソニックシリーズ』（1991年 - ）に登場するキャラクター「ソニック・ザ・ヘッジホッグ」がピンボールのボールになって、ドクター・エッグマンの要塞を攻略していく。ステージのどこかに隠されているカオスエメラルドを全て獲得するとボスへ行けるようになる。ボスを倒すと、ボーナスステージが始まり、それが終わると次のステージに進む。尚、カオスエメラルドは1～2ステージは3つ、3～4ステージは5つある。メッセージは上部に表示され、英語で知らせてくれる。
開発はアメリカ合衆国の「セガテクニカルインスティチュート」が行い、プロデューサーはアーケードゲーム『忍 -SHINOBI-』（1987年）を手掛けた菅野豊、ディレクターは後にメガドライブ用ソフト『ソニック・ザ・ヘッジホッグ3』（1994年）を手掛けたロジャー・ヘクター、ゲーム・デザインは後にメガドライブ用ソフト『コミックスゾーン』（1995年）を手掛けたピーター・モラウィエクおよびメガドライブ用ソフト『カメレオンキッド』（1992年）を手掛けたホイト・ウン、音楽は後にメガCD用ソフト『ジュラシックパーク』（1994年）を手掛けたバリー・ブルムおよびブライアン・コバーンが担当している。
欧米では1994年にゲームギア、1995年にセガ・マスターシステムに移植された。2007年にWii用ソフトとしてバーチャルコンソールにて配信された他、2010年にiOS用ソフトとして配信された。オムニバスソフトへの収録は、欧米においてのみゲームボーイアドバンス用ソフト『Sega Smash Pack』（2002年）に収録された他、日本も含めてゲームキューブ用ソフト『ソニック メガコレクション』（2002年）、PlayStation 2およびXbox用ソフト『ソニック メガコレクション プラス』（2004年）、PlayStation 2およびゲームキューブ用ソフト『ソニック ジェムズ コレクション』（2005年）などに収録された。

## ゲーム内容

### システム
立っている時
- 方向ボタンの左右で移動、方向ボタン上下でスクロール。ボタンでジャンプ。
- 下を押した状態でA,B,Cのいずれかのボタンを押すとスピンダッシュする。

ボールになっている時
- Aボタンで左、Bボタンで右、Cボタンで両方のフリッパーを動かす。ソニックが飛んでいる時は方向ボタン左右でコントロールできる。

### ステージ構成
全4ステージ構成となっている。以下の名前はステージ名。
- 1ステージ　TOXIC CAVES（トキシックケイブ）
- 2ステージ　LAVA POWERHOUSE（ラバパワーハウス）
- 3ステージ　THE MACHINE（ザ マシーン）
- 4ステージ　SHOWDOWN（ショーダウン）

### ボーナスステージ
- 1つ目
  - 7つのカプセルを当てて動物を救出するとクリア。その中にはテイルスもいる。真ん中にエッグマンが立ちはだかる。
- 2つ目
  - エッグマンの顔をしたロボットが登場。4つの歯をピンボールで当てて除去するとクリア。
- 3つ目
  - まず機械の周りにいるScratchをピンボールで当てて倒さなければならない。その後、機械本体に何回か当てて壊せばクリア。
- 4つ目
  - 機械に乗ったニワトリの奥にバンパーを持った宇宙人がいる。それにボールを当てて倒せばクリア。なお、このボーナスステージはステージ内のリングをすべて集めると出現するワープホールからしか入れない。

### ミスの条件
ソニックがフリッパーの下に落ちてしまうとミスになるが、下に台があれば、ミスを回避できる。ただし、台の上に乗ったままでいると敵に襲われるときがあるのですばやく回避すること。

## 移植版
| No. | タイトル                                                                | 発売日                                           | 対応機種                                                                     | 開発元                               | 発売元       | メディア | 型式                                                                           | 備考                                                                                |
| --- | ----------------------------------------------------------------------- | ------------------------------------------------ | ---------------------------------------------------------------------------- | ------------------------------------ | ------------ | --- | ------------------------------------------------------------------------------ | ----------------------------------------------------------------------------------- |
| 1   | Sonic Spinball                                                          | 1994年8月2日 1994年9月17日                       | ゲームギア                                                                   | セガ・テクニカル・インスティテュート | セガ         | 4メガビットロムカセット                                                                                                  | 2526-50 2526                                                                   |                                                                                     |
| 2   | Sonic Spinball                                                          | 1995年1月25日                                    | セガ・マスターシステム                                                       | セガ・テクニカル・インスティテュート | セガ         | 4メガビットロムカセット                                                                                                  | 9034                                                                           |                                                                                     |
| 3   | Sega Smash Pack                                                         | 1999年2月                                        | Windows                                                                      | セガ                                 | セガ         | CD-ROM | -                                                                              |                                                                                     |
| 4   | Sega Archives from USA Vol.1                                            | 2000年6月23日                                    | Windows                                                                      | セガ                                 | セガ         | CD-ROM | -                                                                              |                                                                                     |
| 5   | Sega Smash Pack                                                         | 2002年9月23日 2003年8月1日                       | ゲームボーイアドバンス                                                       | CodeFire                             | THQ セガ     | ロムカセット | AGB-P-A3PE AGB-P-A3PP                                                          | 『ゴールデンアックス』、『エコー・ザ・ドルフィン』との同時収録                      |
| 6   | ソニック メガコレクション                                               | 2002年11月10日 2002年12月19日 2003年3月7日       | ゲームキューブ                                                               | ソニックチーム                       | セガ         | 光ディスク | DOL-P-GSOJ                                                                     | メガドライブ版の移植                                                                |
| 7   | ソニック メガコレクション プラス                                        | 2004年11月2日 2004年12月9日 2005年2月4日         | PlayStation 2 Xbox                                                           | ソニックチーム                       | セガ         | DVD-ROM | PS2: SLUS-20917 SLPM-65758 SLES-52998 XB: SKU-64057 ZD6-00003                  | メガドライブ版の移植                                                                |
| 8   | ソニック ジェムズ コレクション                                          | 2005年8月11日 2005年8月16日 2005年10月7日        | PlayStation 2 ゲームキューブ                                                 | ソニックチーム                       | セガ         | PS2:DVD-ROM GC:8センチ光ディスク                                                                                         | PS2: SLPM-66074 SLES-53350 GC: DOL-P-G2XJ DOL-P-G2XE DOL-P-G2XP                | ゲームギア版の移植、PS2版は日本、欧州のみの発売                                     |
| 9   | Sonic Mega Collection Plus                                              | 2006年3月11日 2007年3月9日                       | Windows                                                                      | セガ                                 | セガ         | DVD-ROM | -                                                                              | メガドライブ版の移植                                                                |
| 10  | ソニック・スピンボール                                                  | 2007年3月12日 2007年3月13日 2007年4月5日         | Wii                                                                          | セガ・テクニカル・インスティテュート | セガ         | ダウンロード （バーチャルコンソール）                                                                                    | MATE MATJ MATP                                                                 | メガドライブ版の移植 2019年1月31日配信・販売終了                                    |
| 11  | Sonic's Ultimate Genesis Collection SEGA Mega Drive Ultimate Collection | 2009年2月10日 2009年2月20日                      | PlayStation 3 Xbox 360                                                       | Backbone Entertainment               | セガ         | Blu-ray Disc DVD-ROM | PS3: BLUS-30259 BLES-00475 XB360: 68034 384-40210                              | メガドライブ版の移植                                                                |
| 12  | Sonic the Hedgehog Spinball                                             | 2009年10月                                       | 携帯電話                                                                     | セガ                                 | セガ         | ダウンロード | -                                                                              |                                                                                     |
| 13  | Sonic the Hedgehog Spinball                                             | 2010年9月13日                                    | Windows                                                                      | セガ                                 | セガ         | ダウンロード (Steam) | 34313                                                                          | メガドライブ版の移植                                                                |
| 14  | ソニック・スピンボール                                                  | 2010年12月16日 2010年12月17日                    | iPhone iPod touch (iOS)                                                      | セガ                                 | セガ         | ダウンロード | -                                                                              | メガドライブ版の移植                                                                |
| 15  | Sega Mega Drive Classics Collection Vol.3                               | 2010年11月26日                                   | Windows                                                                      | セガ                                 | セガ         | CD-ROM | -                                                                              |                                                                                     |
| 16  | Sega Genesis Classic Collection - Gold Edition                          | 2011年3月15日 2011年3月18日                      | Windows                                                                      | セガ                                 | セガ         | DVD-ROM | -                                                                              |                                                                                     |
| 17  | Sonic Hits Collection                                                   | 2013年7月3日                                     | Windows                                                                      | セガ                                 | セガ         | ダウンロード (Steam) | -                                                                              | メガドライブ版の移植                                                                |
| 10  | Sega Genesis Classics                                                   | 2018年5月29日 Switch 2018年12月7日 2018年12月6日 | Linux macOS PlayStation 4 Xbox One Nintendo Switch                           | d3t セガ                             | セガ         | ダウンロード (Steam、PlayStation Store、 Microsoft Store、 ニンテンドーeショップ) BD-ROM Nintendo Switch専用ゲームカード | PS4: CUSA-10828 CUSA-09771 XBO: INL-SE10663080 Switch: HAC-P-AQGKB HAC-P-AQGKA | メガドライブ版の移植                                                                |
| 19  | Sonic the Hedgehog Spinball                                             | 2019年9月19日                                    | メガドライブ ミニ                                                            | エムツー（移植担当）                 | セガゲームス | プリインストール | -                                                                              | メガドライブ版の移植。 本体にあらかじめ収録された42作品中の一つ。日本版には未収録。 |
| 20  | セガ メガドライブ for Nintendo Switch Online                            | 2022年4月22日                                    | Nintendo Switch                                                              | 任天堂 エムツー                      | 任天堂       | ダウンロード | -                                                                              | メガドライブ版の移植                                                                |
| 21  | ソニックオリジンズ・プラス                                              | 2023年6月23日                                    | Nintendo Switch PlayStation 4 PlayStation 5 Xbox One Xbox Series X/S Windows | Headcannon                           | セガ         | ダウンロード | -                                                                              | ゲームギア版の移植                                                                  |

## スタッフ
- 開発スタッフ
  - ゲーム・コンセプト：ピーター・モラウィエク
  - プログラミング：デニス・コブル、リー・アクター、ケン・ローズ、スティーブ・ウォーター、ジェイソン・プラム、アール・ストラットン、デイヴ・サナー、スコット・チャンドラー
  - ゲーム・デザイン：ピーター・モラウィエク、ホイト・ウン
  - アート：佐藤勝彦、トム・ペイン、クレイグ・スティット、ブレンダ・ロス、カート・ピーターソン
  - 音楽、効果音：ブライアン・コバーン、バリー・ブルム、ハワード・ドロシン、OUI MULTIMEDIA
  - テスター：ジョー・ケイン、ウェスリー・ギッテンズ、リック・グリア、カーク・ロジャース、ダニエル・ダン、デヴィッド・フォースター、サイモン・ルー、スティーブ・ボーデット、ケーシー・グリム、ジェイソン・クオ、マイク・ベンチ、ビル・パーソン、ダーモット・ライオンズ
- 管理スタッフ
  - プロデューサー：菅野豊
  - アートディレクター：ジョン・ダガン
  - ディレクター：ロジャー・ヘクター（セガ・テクニカル・インスティテュート）
  - マーケティング：ダイアナ・フォーナジア、フランス・タンティアド、トム・アブラムソン

## 評価
- ゲーム誌『ファミコン通信』の「クロスレビュー」では8・7・6・7の合計28点（満40点）になっている[10]。

- ゲーム誌『メガドライブFAN』の読者投票による「ゲーム通信簿」での評価は以下の通りとなっており、21.7点（満30点）となっている[14]。

| 項目 | キャラクタ | 音楽 | お買得度 | 操作性 | 熱中度 | オリジナリティ | 総合 |
| 得点 | 4.1        | 3.6  | 3.6      | 3.6    | 3.5    | 3.4            | 21.7 |

- ゲーム本『メガドライブ大全』（2004年、太田出版）では、「ソニックの特徴を捉えて落とし込んだ佳作」と肯定的に評価した[15]。